# Rutinmunka (film)
A Rutinmunka 1986-ban bemutatott magyar televíziós bűnügyi film Bácskai Lauró István rendezésében. A főbb szerepekben Cserhalmi György, Dózsa László és Eszenyi Enikő látható.
A film jeleneteinek jelentős részét Hévízen forgatták, 1984-ben.

## Cselekmény
A hévízi gyógyfürdőben az utóbbi időben egyre több a markecolás, illetve az erőszakoskodás. A rendőrség két életvidám nyomozója, Kocsis Gábor főhadnagy (Cserhalmi György) és Medvegy főhadnagy (Dózsa László) matróznak kiadva magukat elvegyülnek az üdülő vendégek között. Amikor azonban két rejtélyes gyilkosság is társul az esetek mellé, akkor kezd csak igazán nehézzé válni a nyomozás.

## Szereplők
- Cserhalmi György – Kocsis Gábor főhadnagy
- Dózsa László – Medvegy főhadnagy
- Eszenyi Enikő – Forgács Barbara, Kocsis felesége
- Korcsmáros Jenő – Sanyi bácsi, masszőr
- Lőte Attila – Dr. Forgács
- Hollósi Frigyes – Oltványi Gusztáv, kocsmáros
- Paláncz Ferenc – Kolozs, masszőr
- Méhes Marietta – Baba
- Hőgye Zsuzsanna – pultos
- Katona János – Kopasz
- Ronyecz Mária – Karakasné, főnővér
- Usztics Mátyás – Károlyi, buszvezető
- Pogány Judit – Rózsi
- Máthé Erzsi – Házi néni
- Szűcs Ágnes – Cili
- Kárpáti Denise – Bea
- Váradi Hédi – színésznő (önmaga szerepében)
- Szoboszlai Sándor – rendőrfőnök
- Vajda Károly – masszőr
- Gulyás Péterpál – francia férfi
- Nagy István – Pista bácsi
- Romhányi Rudolf – mérnök
- Perlaki István, Orth Mihály, Németh László – rendőr
- Gyimesi Tivadar – rendőrorvos
- Csányi János – fürdőző
- Czigány Judit
- Szerencsi Hugó